# Mk 7頭盔

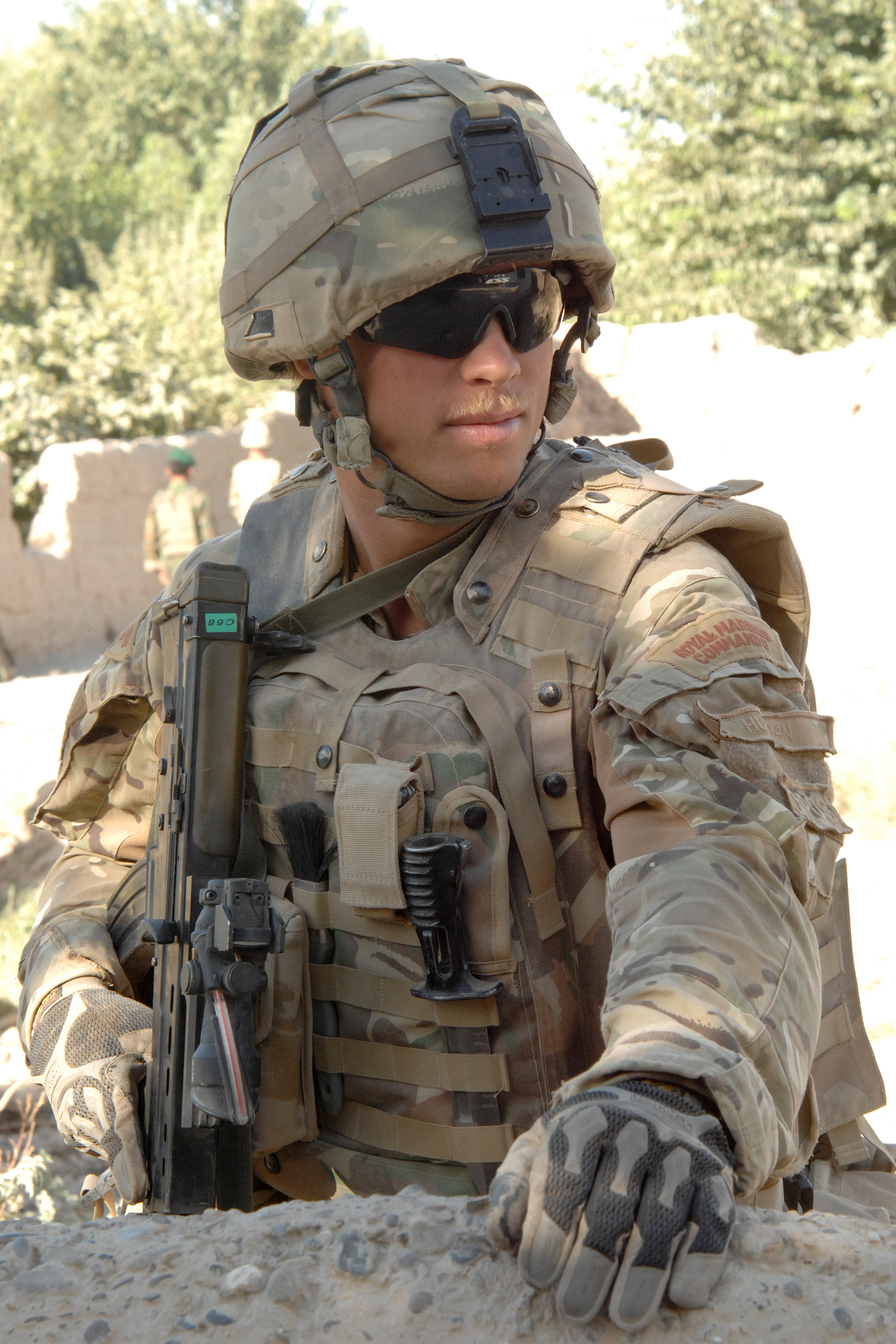
配戴Mk 7頭盔的英國皇家海軍陸戰隊隊員

Mk 7頭盔（英語：Mk 7 helmet）是英國軍隊中一款戰鬥頭盔，官方正式名稱是一般勤務7號戰鬥頭盔（GS Mark 7 combat helmet），取代了舊款的Mk 6A頭盔（2005年引進）和Mk 6頭盔（1982年引進）。2015年英國向Revision Military（現為Galvion）簽約採購Batlskin Cobra P2的變體Batlskin Cobra Plus作為維耳圖斯（Virtus）系統的一部分，於2016年開始換裝取代Mk7頭盔。
於2009年6月作為緊急作戰需求（urgent operational requirement）裝備而引入的Mk7頭盔，在防彈效果上儘管與Mk6A頭盔差不多，但外型經過改善。提高的前緣使士兵在臥姿射擊時，不會使頭盔後緣因為碰到身體，而壓低了前緣、並阻礙視角的情形發生。而且，附裝夜視鏡的穩固性也得到了提升。
此外，Mk7頭盔的重量減輕為1公斤，勝過了重達1.5公斤的舊款6號盔，盔帶的固定效果也比較好。內盔的原始底色是淺褐色，亦有別於Mk 6A頭盔的黑色和Mk6頭盔的墨綠色。最早於阿富汗戰爭中投入實戰使用。
Mk7頭盔以17格令的模擬破片測量的V50防彈數值為650公尺/秒。

## 外部連結
- Personal Armour at army.mod.uk
- New helmets 'save' three NI soldiers in Helmand （页面存档备份，存于）
- BBC - UK troops to get new body armour （页面存档备份，存于）